# 7月5日
7月5日（しちがついつか）は、グレゴリオ暦で年始から186日目（閏年では187日目）にあたり、年末まであと179日ある。

## できごと

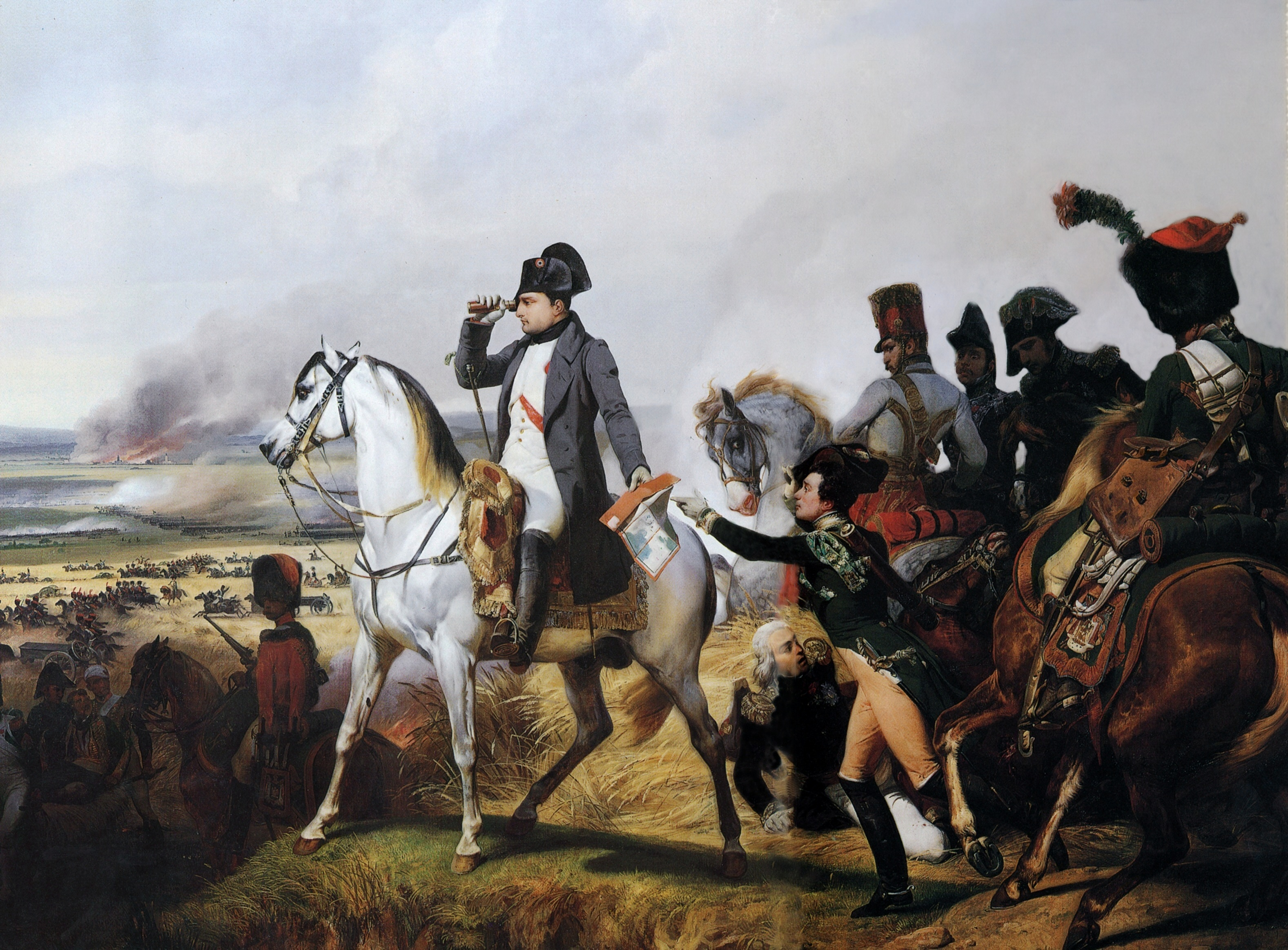
オーストリア戦役、ヴァグラムの戦い(1809)

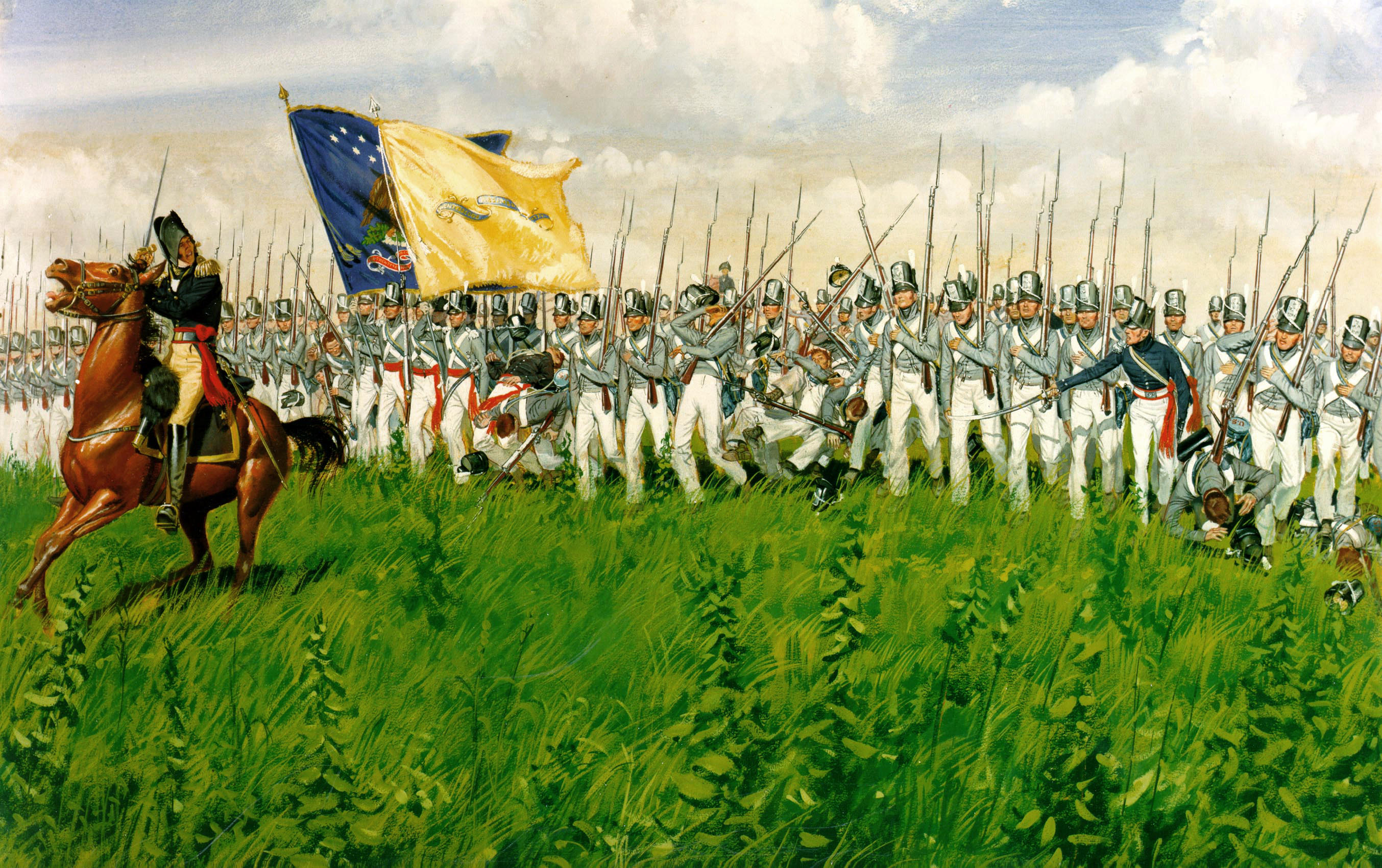
米英戦争、チッパワの戦い(1814)

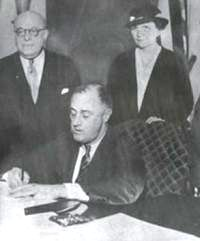
アメリカ合衆国の全国労働関係法制定(1935)

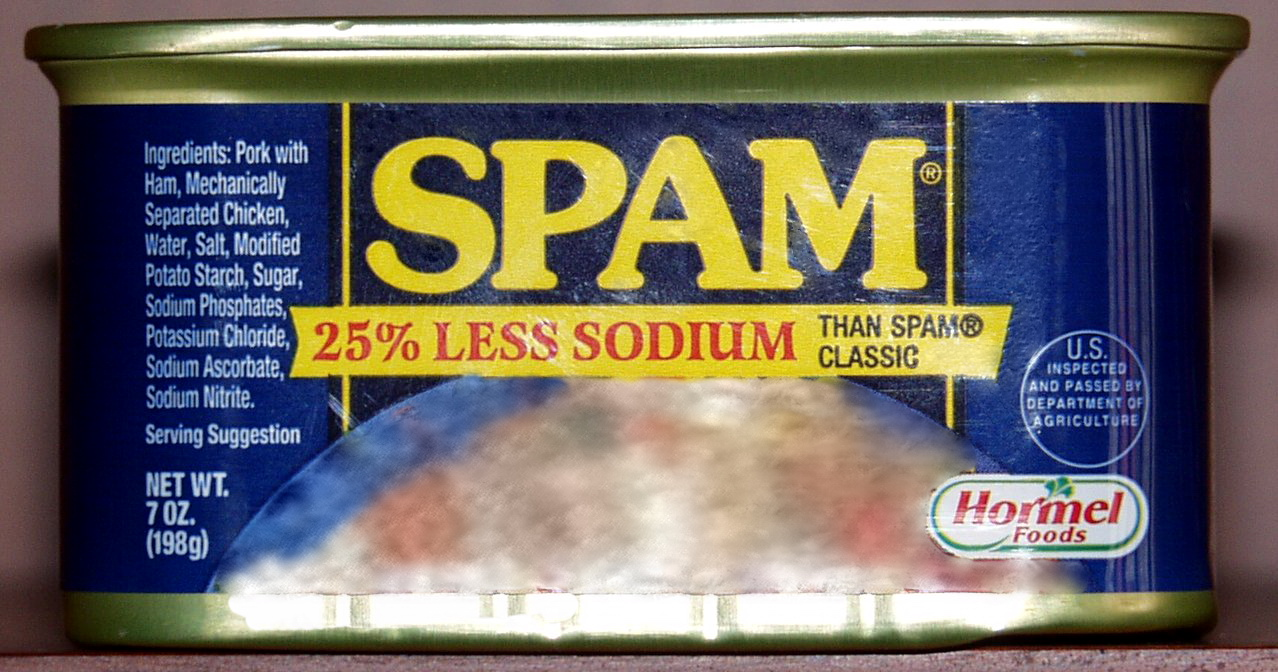
スパム命名(1937)

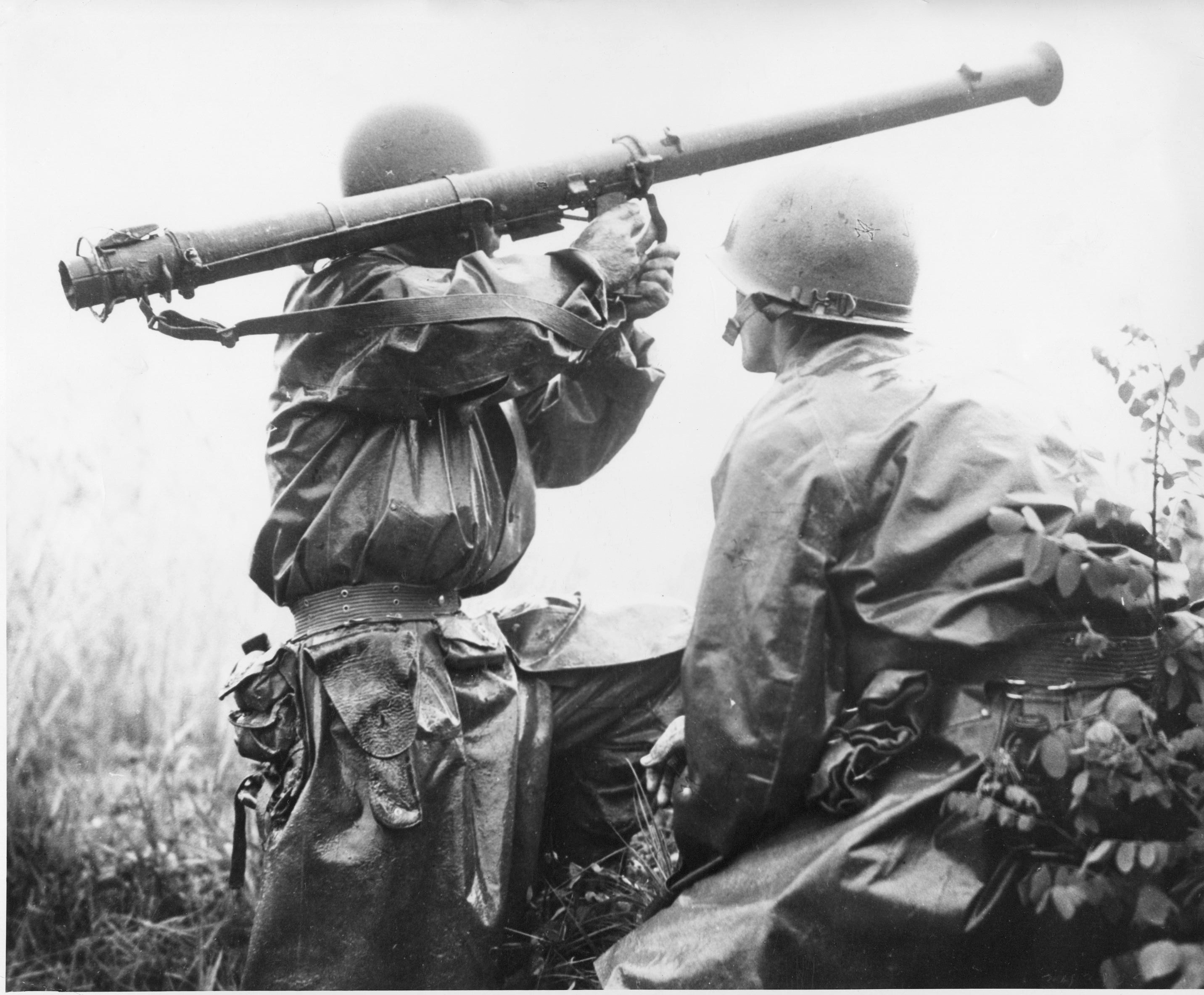
朝鮮戦争、烏山の戦い(1950)。北朝鮮軍と米軍の最初の本格的戦闘。

- 1610年 - ジョン・ガイ（英語版）が39人の入植者と共にニューファンドランド島へ向けてブリストルを出航。
- 1687年 - アイザック・ニュートンの『自然哲学の数学的諸原理』（プリンキピア）が刊行。
- 1809年 - ナポレオン戦争: ヴァグラムの戦い
- 1811年 - ベネズエラがスペインからの独立を宣言。1821年に承認される。
- 1814年 - 米英戦争: チッパワの戦い。
- 1861年（文久元年5月28日） - 第一次東禅寺事件。
- 1863年（文久3年5月20日） - 朔平門外の変。尊王攘夷を唱える公家姉小路公知が、禁裏朔平門外の猿ヶ辻で暗殺される。（猿ヶ辻の変ともいう。）
- 1865年 - ウィリアム・ブースがキリスト教伝道会（後の救世軍）を創設[1]。
- 1884年 - カメルーン全土がドイツの勢力下に置かれる[2]。
- 1886年 - 東京電燈会社が開業。
- 1935年 - アメリカで労働者の団結権・団体交渉権を保証する「全国労働関係法」（ワグナー法）が施行[3]。
- 1936年 - 陸軍軍法会議が磯部浅一ら二・二六事件の軍関係者17人に死刑判決。
- 1937年 - アメリカのホーメルフーズがランチョンミートの缶詰をSPAMの名称で販売開始。
- 1940年 - 第二次世界大戦: イギリスとフランスのヴィシー政権が国交断絶。
- 1943年 - 第二次世界大戦: クルスクの戦い始まる。8月27日まで。
- 1946年 - ルイ・レアールが「世界一小さな水着」ビキニを発表。
- 1947年 - 戦災孤児たちの共同生活を描いたラジオドラマ『鐘の鳴る丘』がNHKラジオにて放送開始。1950年12月29日まで約3年半にわたって放送された。
- 1947年 - 岩国少年刑務所から受刑者11人が逃走。拳銃の発砲により受刑者1人が死亡、2人が重傷[4]。
- 1950年 - 朝鮮戦争: 烏山の戦い。
- 1950年 - 萬代屋（現在のバンダイ）設立。
- 1955年 - 法制審議会民法部会、選択的夫婦別姓を認める案を論議。
- 1958年 - 世界第11位の高峰ガッシャーブルムI峰がアメリカのニコラス・クリンチ隊により初登頂。
- 1960年 - コンゴ共和国（コンゴ・レオポルドヴィル）で兵士による反乱が開始される（コンゴ動乱の勃発）[5]。
- 1962年 - アルジェリアがフランスより独立。
- 1966年 - インドネシアのスカルノが終身大統領の称号を剥奪される。スハルト陸相が大統領代行に指名される[6]。
- 1970年 - エア・カナダ621便墜落事故。109人全員死亡。
- 1972年 - 荒井由実（後の松任谷由実）がシングル『返事はいらない/空と海の輝きに向けて』でデビュー[7]。
- 1972年 - 高知県土佐山田町の繁藤駅構内を含む一帯で地すべり性崩壊が発生（昭和47年7月豪雨に含まれる繁藤災害）。救助中に発生した二次災害による被害も含め、死者60人[8]。
- 1973年 - ジュベナール・ハビャリマナがルワンダの第3代大統領に就任。
- 1975年 - カーボベルデがポルトガルより独立。
- 1976年 - ブロッカー軍団IVマシーンブラスター放送開始[9]。
- 1977年 - パキスタンでムハンマド・ジア＝ウル＝ハク将軍がクーデターを起こし、ズルフィカール・アリー・ブットー首相ら閣僚を逮捕。
- 1978年 - 農林省を農林水産省に改称。
- 1986年 - 道路交通法改正。原動機付自転車にヘルメット着用を義務づけ[10]。
- 1995年 - アルメニアでソ連からの独立より4年目で憲法を採択。
- 1995年 - 福島悪魔払い殺人事件: 福島県須賀川市小作田の祈祷師の女（当時47歳）宅から男女6人の変死体が発見される[11]。
- 1996年 - スコットランドで世界初の哺乳類の体細胞クローンである羊「ドリー」が生まれる。
- 1998年 - 香港・啓徳空港が閉港。1925年に開港そして運用以来、73年の歴史に幕が閉じられる。
- 2003年 - 世界保健機関 (WHO)がSARSの制圧宣言を出す[12]。
- 2003年 - モスクワ郊外のコンサート会場でチェチェン独立派テロリストによる爆破テロ事件発生。15人が死亡[13]。
- 2005年 - 郵政国会: 郵政民営化関連法案が衆議院本会議で可決され参議院へ送られる。51人の自民党議員が造反。
- 2006年 - 北朝鮮によるミサイル発射実験。北朝鮮から日本海に向けてテポドン2号、ノドン、スカッドとみられるミサイルが午前3時過ぎから午後5時過ぎの間にかけて計7発が発射される。
- 2008年 - 東海北陸自動車道全線開通。
- 2009年 - 2009年ウイグル騒乱。中華人民共和国新疆ウイグル自治区ウルムチ市でウイグル人住民が漢族住民・武装警察と衝突。
- 2011年 - 松本龍が、舌禍騒動の末防災兼復興大臣を辞任[14]。
- 2016年 - 第2回世界メディアサミットがモスクワで開催。
- 2017年 - 台風3号および熱帯低気圧・梅雨前線の影響で、6日にかけて九州北部で記録的な集中豪雨。河川の氾濫などで32人が犠牲となる（平成29年7月九州北部豪雨）[15]。

## 誕生日

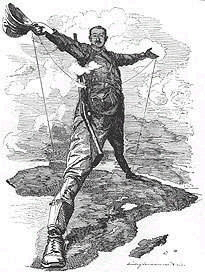
「アフリカのナポレオン」、政治家セシル・ローズ(1853-1902)誕生。

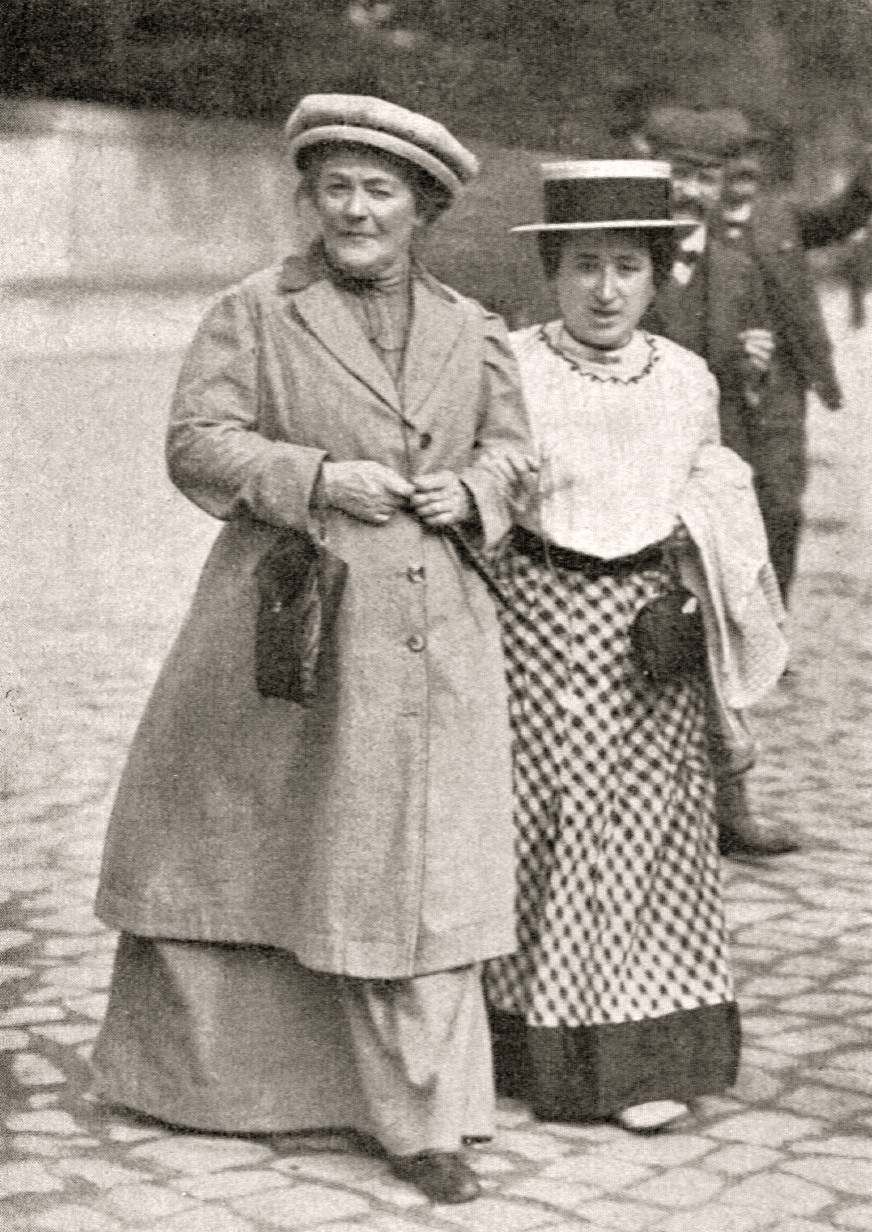
「女性解放運動の母」、政治家クララ・ツェトキン(左; 1857-1933)誕生。

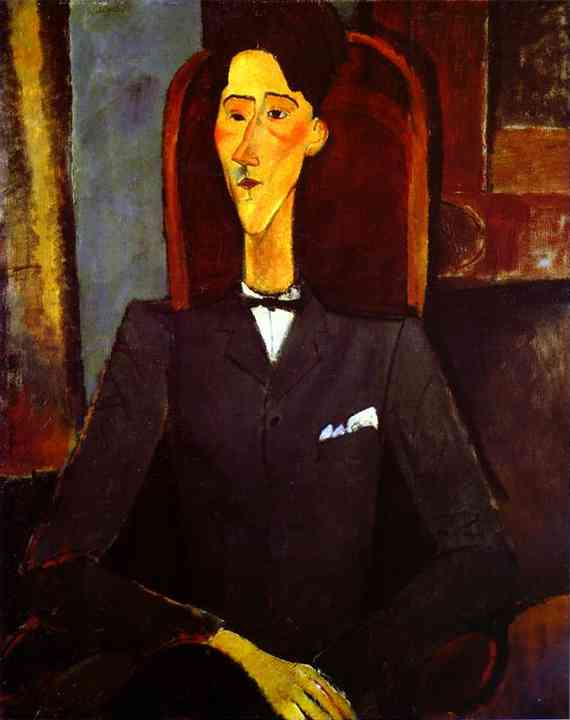
詩人・芸術家、ジャン・コクトー(1889-1963)。画像はモディリアーニ画(1916)誕生。

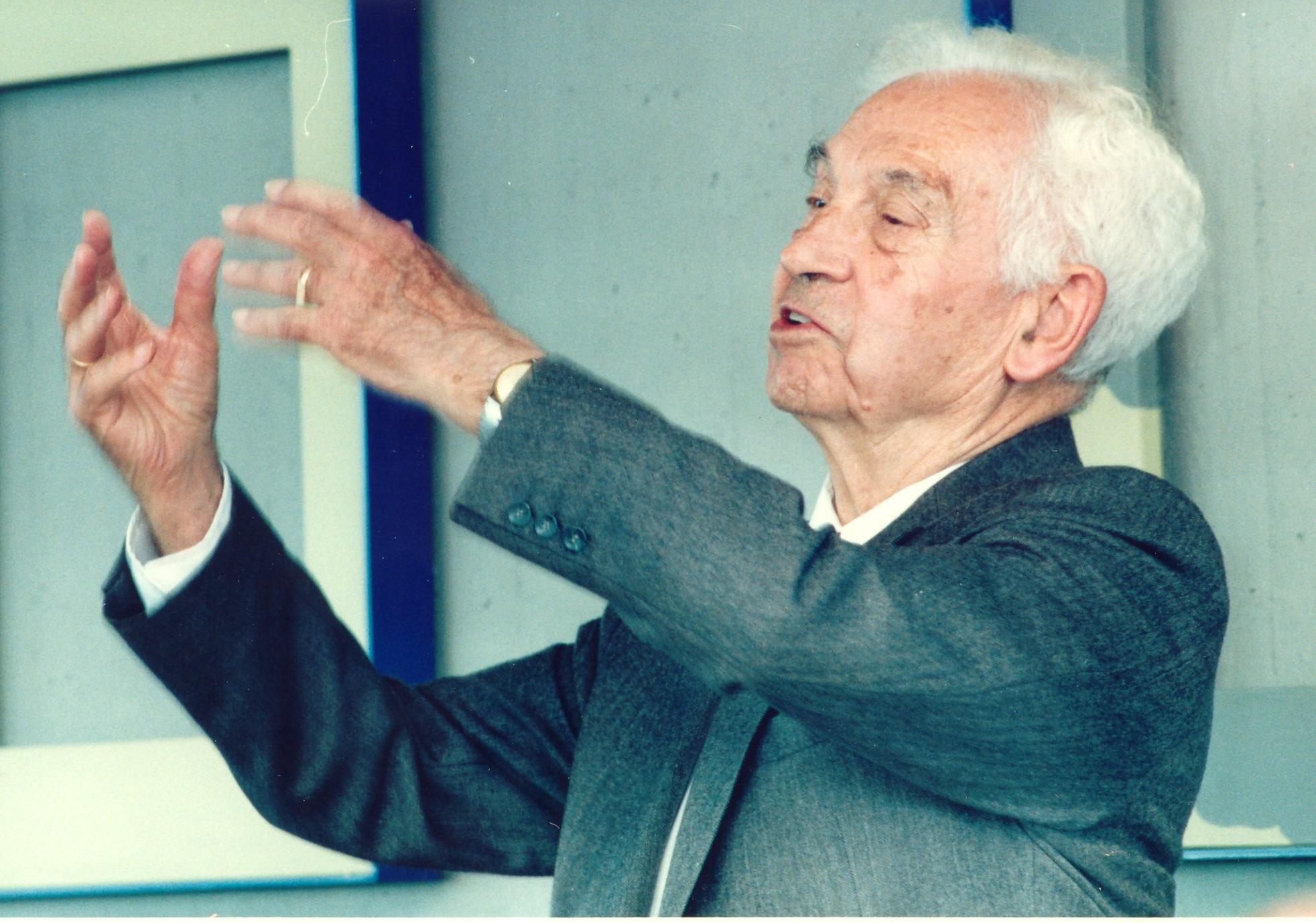
進化生物学者エルンスト・マイヤー(1904-2005)誕生。

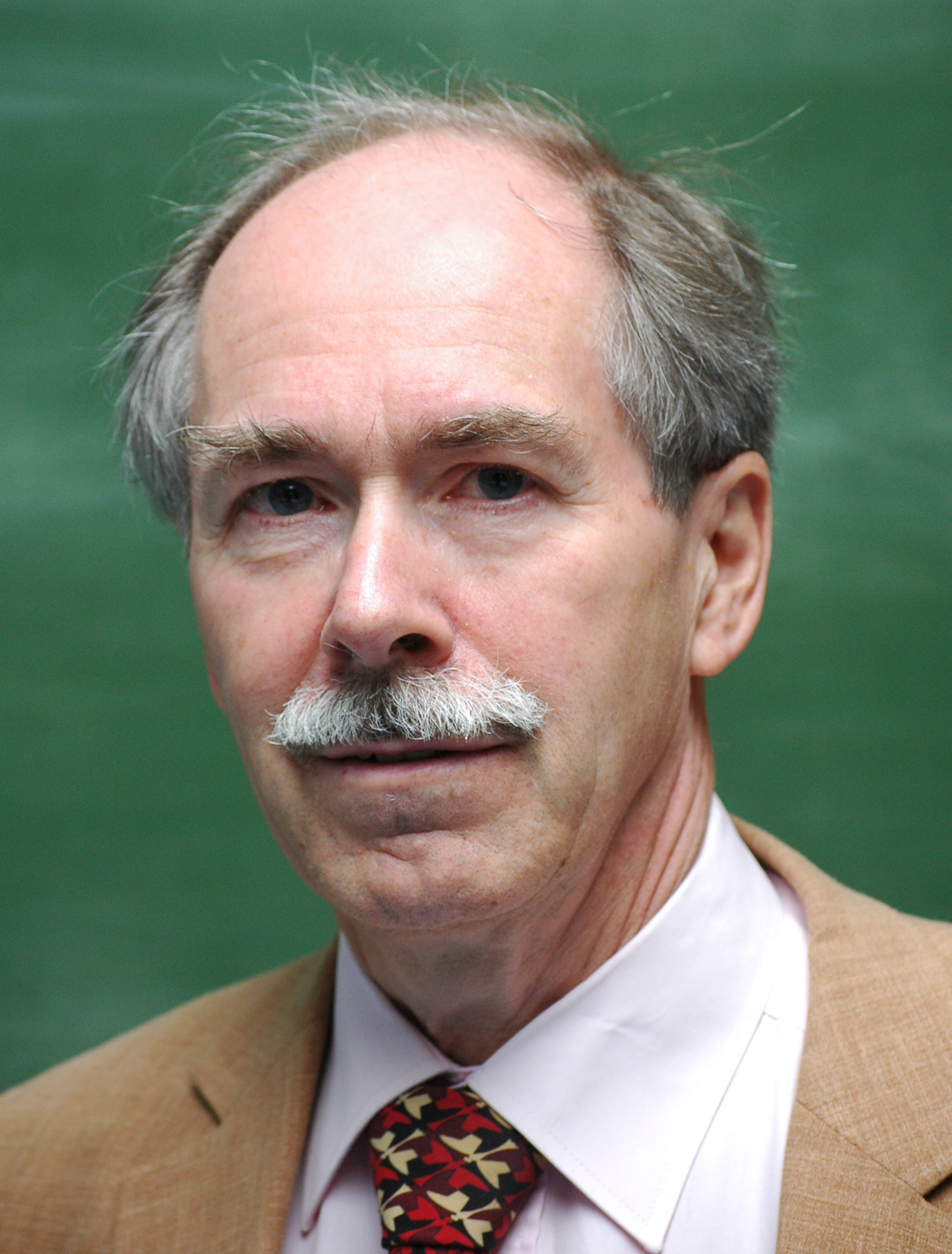
理論物理学者ゲラルド・トフーフト(1946-)。電弱相互作用の量子構造を解明。

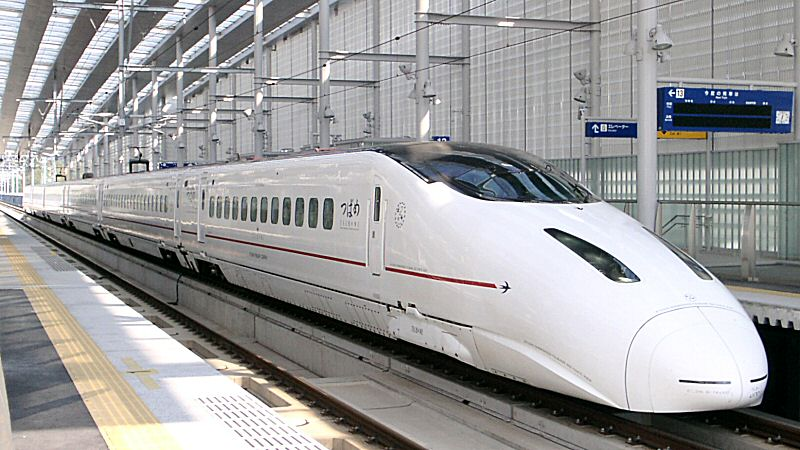
インダストリアルデザイナー、水戸岡鋭治(1947-)誕生。画像は九州新幹線800系電車

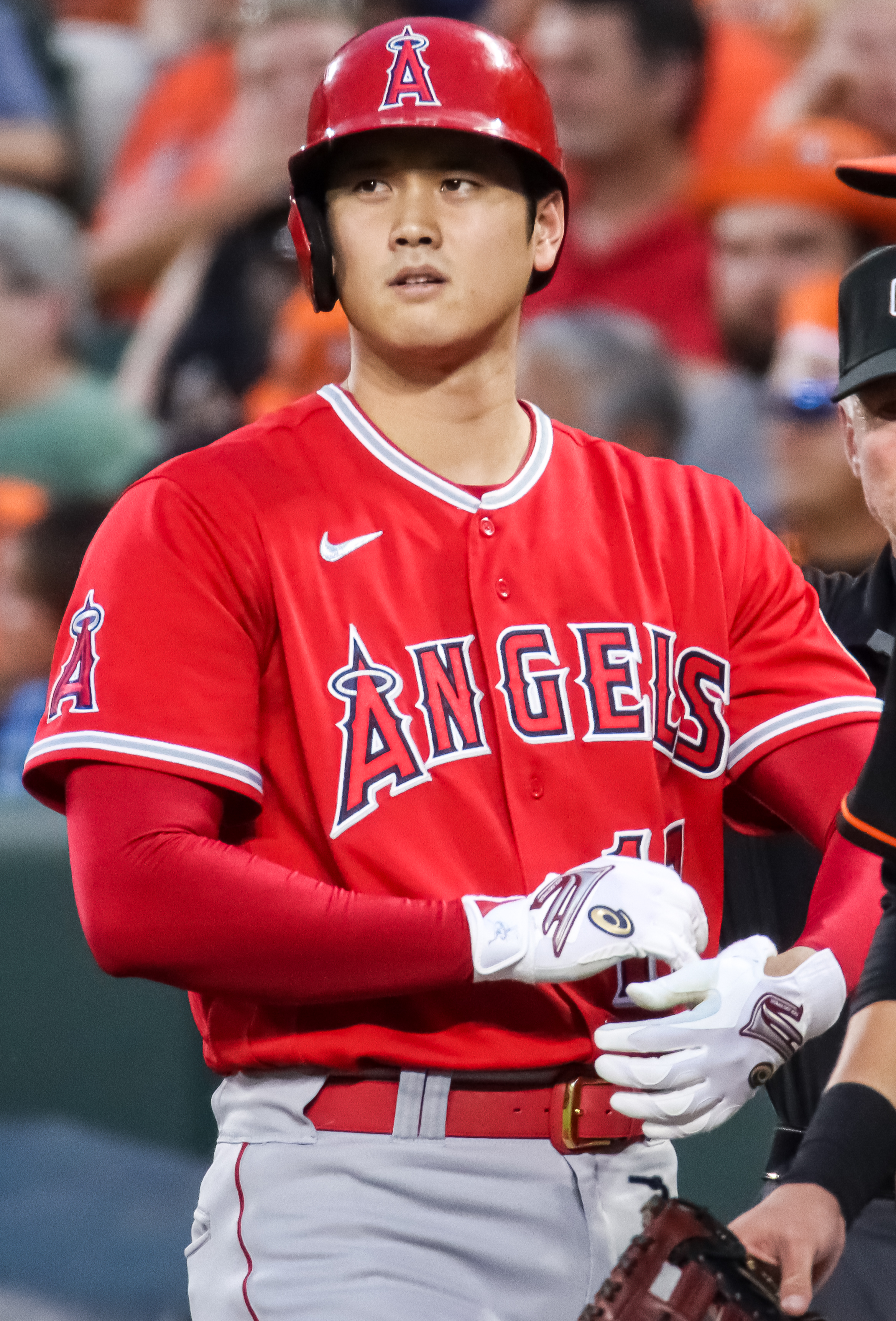
メジャーリーガー、大谷翔平(1994-)。二刀流で世界の野球ファンを魅了。

- 1321年 - ジョーン・オブ・ザ・タワー、スコットランド王妃（+ 1362年）
- 1711年（正徳元年5月20日） - 松平頼恭、讃岐国高松藩5代藩主（+ 1771年）
- 1755年 - サラ・シドンズ、女優（+ 1831年）
- 1782年（寛政2年5月25日） - 会沢正志斎、水戸藩士、儒学者、経世家（+ 1863年）
- 1790年（寛政2年5月23日） - 徳大寺実堅、公卿（+ 1858年）
- 1793年 - パーヴェル・ペステリ、デカブリストの乱指導者（+ 1826年）
- 1795年 - エルンスト・ハンプ、 ドイツの薬剤師、植物学者 （+ 1880年)
- 1805年 - ロバート・フィッツロイ、軍人（+ 1865年）
- 1810年 - P・T・バーナム、興行師（+ 1891年）
- 1820年 - ウィリアム・ランキン、物理学者、工学者（+ 1872年）
- 1824年（文政7年6月9日） - 本木昌造、通詞、日本の活版印刷の創始者（+ 1875年）
- 1847年（弘化4年5月23日） - 戸田忠恕、下野国宇都宮藩8代藩主（+ 1868年）
- 1853年 - セシル・ローズ、政治家（+ 1902年）
- 1857年 - クララ・ツェトキン、フェミニズム運動家、政治家（+ 1933年）
- 1879年 - ドワイト・フィリー・デイヴィス、第49代アメリカ合衆国陸軍長官（+ 1945年）
- 1879年 - ワンダ・ランドフスカ、チェンバロ奏者、ピアニスト（+ 1959年）
- 1879年 - フィリップ・ゴーベール、音楽家（+ 1941年）
- 1880年 - ヤン・クベリーク、ヴァイオリニスト、作曲家（+ 1940年）
- 1884年 - 清瀬一郎、政治家（+ 1967年）
- 1885年 - アンドレ・ロート、画家（+ 1962年）
- 1889年 - ジャン・コクトー、作家、詩人（+ 1963年）
- 1891年 - ジョン・ノースロップ、生化学者（+ 1987年）
- 1894年 - 大屋晋三、政治家、実業家（+ 1980年）
- 1899年 - マルセル・アシャール、劇作家 （+ 1974年）
- 1900年 - 山階芳麿、鳥類学者（+ 1989年）
- 1900年 - 小田嶽夫、小説家（+ 1979年）
- 1902年 - 三品彰英、歴史学者、神話学者（+ 1971年）
- 1904年 - エルンスト・マイヤー、生物学者（+ 2005年）
- 1907年 - エセル・スミス、陸上競技選手（+ 1979年）
- 1909年 - ハンス・ヴェーア、アラブ研究者（+ 1981年）
- 1910年 - ロバート・キング・マートン、社会学者（+ 2003年）
- 1911年 - ジョルジュ・ポンピドゥー、政治家、フランス大統領（+ 1974年）
- 1915年 - 島田洋之介、漫才師（+ 1985年）
- 1915年 - ジョン・ウッドラフ、陸上競技選手（+ 2007年）
- 1920年 - 内山尚三、法学者、法政大学名誉教授、札幌大学名誉教授（+ 2002年）
- 1924年 - ヤーノシュ・シュタルケル、チェリスト（+ 2013年）
- 1928年 - ウォーレン・オーツ、俳優（+ 1982年）
- 1928年 - ユリス・ハルトマニス、計算機科学研究者（+ 2022年）
- 1928年 - 梅津栄、俳優（+ 2016年）
- 1929年 - 大塚周夫、俳優、声優（+ 2015年）
- 1929年 - 本間長世、政治学者、思想史家（+ 2012年）
- 1929年 - 古堅実吉、弁護士、政治家
- 1930年 - 橋本俊作、銀行家、元さくら銀行頭取
- 1931年 - 佐藤隆三、経済学者、ニューヨーク大学名誉教授
- 1931年 - 高橋千年美、プロ野球選手、プロ野球球団経営者（+ 2022年）
- 1932年 - 赤松瞭、元プロ野球選手
- 1934年 - 渡辺秀央、政治家（+ 2024年）
- 1936年 - フォルカー・シュトラウス、音楽プロデューサー（+ 2002年）
- 1936年 - リチャード・スターンズ、計算機科学研究者
- 1938年 - 金城哲夫、脚本家（+ 1976年）
- 1938年 - 蔦行雄、元プロ野球選手（+ 2007年）
- 1940年 - 草村礼子、女優
- 1941年 - 石川次郎、雑誌編集者
- 1941年 - 仲本工事、コメディアン（ザ・ドリフターズ）（+ 2022年）
- 1941年 - リトル・トーキョー（赤羽茂）、プロレスラー（+ 2011年）
- 1942年 - 犬飼基昭、元サッカー選手、第11代日本サッカー協会会長
- 1942年 - マティアス・バーメルト、指揮者、作曲家
- 1942年 - 小泉恒美、元プロ野球選手（+ 1990年）
- 1943年 - 古谷敏、俳優
- 1944年 - 松島アキラ、歌手
- 1944年 - 佐藤正治、元プロ野球選手
- 1946年 - ポール・スミス、ファッションデザイナー
- 1946年 - ゲラルド・トフーフト、物理学者
- 1947年 - 水戸岡鋭治、工業デザイナー、イラストレーター
- 1947年 - 谷口節、声優（+ 2012年）
- 1947年 - ソニー・ラブ＝タンシ、作家（+ 1995年）
- 1948年 - 内藤久、元プロ野球選手（+ 2025年）
- 1948年 - 本川貢、アマチュア野球指導者
- 1949年 - 富田達夫、技術者、経営者
- 1949年 - 川藤幸三、野球解説者、元プロ野球選手
- 1949年 - 長野哲、元プロ野球選手
- 1950年 - 橘和子、元女優
- 1950年 - ヒューイ・ルイス、ミュージシャン
- 1950年 - 樋口有介、小説家、推理作家（+ 2021年）
- 1951年 - リッチ・ゴセージ、元プロ野球選手
- 1951年 - 藤圭子、歌手（+ 2013年）
- 1952年 - 武田信二、実業家
- 1953年 - 入船亭扇遊、落語家
- 1953年 - 三ッ林隆志、医師、政治家（+ 2010年）
- 1955年 - 青樹明子、ノンフィクション作家、翻訳家
- 1956年 - 後藤田三朗、写真家（+ 2012年）
- 1956年 - リチャード・ランセロッティ、元プロ野球選手
- 1957年 - ジェームス・ティリス、プロボクサー
- 1957年 - ラファエル・アルトゥニアン、フィギュアスケートコーチ
- 1958年 - 山本郁子、女優
- 1958年 - 寺瀬今日子、声優
- 1958年 - 松井計、作家
- 1959年 - 日比野朱里、声優
- 1959年 - 佐々木卓、実業家
- 1960年 - 戸城憲夫、ロックミュージシャン、ベーシスト（元ZIGGY）
- 1960年 - ロバート・ワーゲンホッファー、フィギュアスケート選手（+ 1999年）
- 1960年 - マイケル・レセッシー、調教師、競走馬生産者、馬主
- 1961年 - 日渡早紀、漫画家
- 1961年 - 増谷康紀、声優、ナレーター
- 1962年 - 町山智浩、編集者、映画評論家、コラムニスト
- 1963年 - 水野有平、作曲家
- 1963年 - 寺沢功一、ミュージシャン
- 1963年 - 高田エミ、漫画家、アロマセラピスト
- 1963年 - 早坂よしゆき、漫画家
- 1963年 - 小方功、実業家、ラクーンホールディングス創業者
- 1963年 - 原田賢治、元プロ野球選手
- 1963年 - 吉岡知毅、元プロ野球選手
- 1964年 - 皆川亮二、漫画家
- 1965年 - 小西貴雄、作曲家、編曲家、キーボード奏者
- 1965年 - 向山牧、騎手
- 1965年 - 山口裕二、元プロ野球選手
- 1966年 - ジャンフランコ・ゾラ、サッカー選手
- 1966年 - 江本晃一、元プロ野球選手
- 1966年 - クラウディア・ウェルズ、女優
- 1966年 - 両角速、東海大学陸上競技部中長距離ブロック駅伝監督、元陸上競技選手
- 1967年 - 八神ひろき、漫画家
- 1967年 - 弓長起浩、元プロ野球選手
- 1967年 - 幹てつや、お笑い芸人
- 1967年 - ティム・ウォーレル、元プロ野球選手
- 1968年 - 赤松健、漫画家
- 1968年 - アンディ先生、マジシャン
- 1968年 - 伊藤賢治、作曲家、編曲家、ピアニスト
- 1968年 - アレックス・ツェーレ、自転車プロロードレース選手
- 1970年 - 三浦昇、実業家、元政治家
- 1972年 - ワッキー、お笑い芸人（ペナルティ）
- 1972年 - 小原一典、サッカー指導者
- 1972年 - 阿部茂樹、元プロ野球選手
- 1973年 - 市川展丈、声優、ナレーター
- 1973年 - 小杉竜一、お笑い芸人（ブラックマヨネーズ）
- 1974年 - 藤井来夏、アーティスティックスイミング選手
- 1975年 - 追風海直飛人、政治家、元大相撲関脇
- 1975年 - 越直美、政治家、元滋賀県大津市長
- 1975年 - 立川祐路、レーシングドライバー
- 1975年 - 杉山愛、元プロテニス選手
- 1975年 - エルナン・クレスポ、元サッカー選手、指導者
- 1976年 - ショーン・ソニア、元プロ野球選手
- 1976年 - ヌーノ・ゴメス、元サッカー選手
- 1976年 - 谷口直樹、アナウンサー
- 1977年 - 須藤公一、俳優
- 1977年 - 細川桃仁、女優
- 1977年 - ムートン伊藤、お笑い芸人
- 1977年 - ゆっきー、お笑い芸人（キャン×キャン）
- 1977年 - 大西昌之、サッカー指導者、元サッカー選手
- 1977年 - ニコラス・キーファー、プロテニス選手
- 1977年 - バラモン・シュウ、プロレスラー
- 1977年 - バラモン・ケイ、プロレスラー
- 1978年 - The石原[16]、お笑い芸人
- 1978年 - 伊藤雅子、元お笑い芸人
- 1978年 - 曽田雄志、元サッカー選手
- 1979年 - 前田信吾、歯科医師
- 1979年 - アメリ・モレスモ、プロテニス選手
- 1979年 - シェーン・フィラン、シンガーソングライター
- 1980年 - 後藤隼平、漫画家
- 1980年 - エヴァ・グリーン、女優、モデル
- 1981年 - ジェシー・クレイン、プロ野球選手
- 1982年 - 波形純理、テニス選手
- 1982年 - 一場靖弘、元プロ野球選手
- 1982年 - アルベルト・ジラルディーノ、元サッカー選手
- 1982年 - 大原まゆ、闘病記著者（+ 2009年）
- 1983年 - 吉田桂子、女優
- 1983年 - 坪山奏子、アナウンサー
- 1983年 - 小椋久美子、スポーツインストラクター、元バドミントン選手
- 1983年 - 鄭潔、テニス選手
- 1983年 - マルコ・エストラーダ、プロ野球選手
- 1984年 - 山田優、女優、ファッションモデル、タレント
- 1984年 - 餅田千佳、元バレーボール選手
- 1985年 - 大城公人、俳優、ミュージシャン（HIROZ、HIROZ SEVEN+）（+ 2015年）
- 1985年 - サミュエル・テトロー、フィギュアスケート選手
- 1985年 - ミーガン・ラピノー、サッカー選手
- 1985年 - 内野謙太、俳優
- 1985年 - 秋元玲奈、アナウンサー
- 1985年 - 野田洋次郎、ミュージシャン（RADWIMPS）
- 1986年 - アダム・ヤング、ミュージシャン（アウル・シティー）
- 1987年 - 長谷川悠、サッカー選手
- 1987年 - 江村将也、元プロ野球選手
- 1988年 - 千国めぐみ、ファッションモデル、女優
- 1988年 - 植村祐介、元プロ野球選手
- 1988年 - アンドレ・リエンゾ、プロ野球選手
- 1988年 - サミル・ウイカニ、サッカー選手
- 1989年 - 唐川侑己、プロ野球選手
- 1989年 - 阿部浩之、サッカー選手
- 1989年 - 佐藤恵、声優
- 1989年 - LIZA、ファッションモデル
- 1989年 - ショーン・オプリー、ファッションモデル
- 1989年 - チャーリー・オースティン、サッカー選手
- 1990年 - 鈴木ふみ奈、グラビアアイドル
- 1990年 - 伊藤庸介、俳優
- 1990年 - 佐藤永志、元サッカー選手
- 1990年 - アベバ・アレガウィ、陸上競技選手
- 1990年 - 宋丹、槍投げ選手
- 1991年 - 栗原幸信、ヴァイオリニスト
- 1991年 - イ・ヒョンスン、プロアイスホッケー選手
- 1992年 - アルベルト・モレノ・ペレス、サッカー選手
- 1992年 - 佐久間大介、アイドル（Snow Man）
- 1993年 - 本庄正季、俳優
- 1993年 - たかまつなな、お笑いタレント
- 1993年 - 仲根紗央莉、タレント
- 1993年 - 日比麻音子、アナウンサー
- 1993年 - ホルヘ・ポランコ、プロ野球選手
- 1994年 - 大谷翔平、プロ野球選手
- 1994年 - ロビン・ゴセンス、サッカー選手
- 1994年 - エマニュエル・ラミレス、プロ野球選手
- 1995年 - ジョバンニ・シメオネ、サッカー選手
- 1995年 - 上田健太、陸上選手
- 1996年 - 柴田彩花[17]、モデル
- 1996年 - アイディン・フルスティッチ、サッカー選手
- 1996年 - 石原壮馬、元俳優
- 1996年 - 紡木吏佐、声優
- 1997年 - 高橋里恩、俳優
- 1997年 - 村雲颯香、アイドル（元NGT48）
- 1997年 - RIKU、ドラマー (ACE COLLECTION)
- 1997年 - 本田奎、将棋棋士
- 1997年 - 小山燿、元俳優
- 1998年 - 片桐みほ、アイドル（Fragrant Drive）
- 1998年 - 橋本帆乃香、卓球選手
- 1999年 - カン・ヘウォン、アイドル（元IZ*ONE）
- 1999年 - ネイサン・テラ、サッカー選手
- 1999年 - 深川舞子、アイドル（元HKT48）
- 1999年 - 竹田祐、プロ野球選手
- 2000年 - 池田楓、アイドル（SKE48）
- 2000年 - 岩橋さき、歌手（元chuLa）
- 2000年 - 田村愛美鈴、グラビアアイドル
- 2001年 - 水上桂、プロ野球選手
- 2002年 - レイモンド愛華、ファッションモデル
- 2002年 - 岩井明愛、プロゴルファー
- 2002年 - 岩井千怜、プロゴルファー
- 2003年 - 加藤乃愛、YouTube
- 2005年 - 橋本雷汰、キックボクサー
- 2005年 - 橋本楓汰、キックボクサー
- 2006年 - 宇野真仁朗、プロ野球選手
- 2007年 - 伊織瑠那、アイドル（Shibu3 project）
- 生年不詳 - 瑠沢るか、漫画家
- 生年不詳 - 雪子、漫画家
- 生年不詳 - 詩之本めぐみ、女優、アイドル（元Luce Twinkle Wink☆）
- 生年不詳 - 伊原正明、声優
- 生年不詳 - 里見圭一郎、元声優

### 人物以外（動物など）
- 1996年 - ドリー、クローン羊（+ 2003年）
- 2003年 - 風太、千葉市動物公園のレッサーパンダ

## 忌日

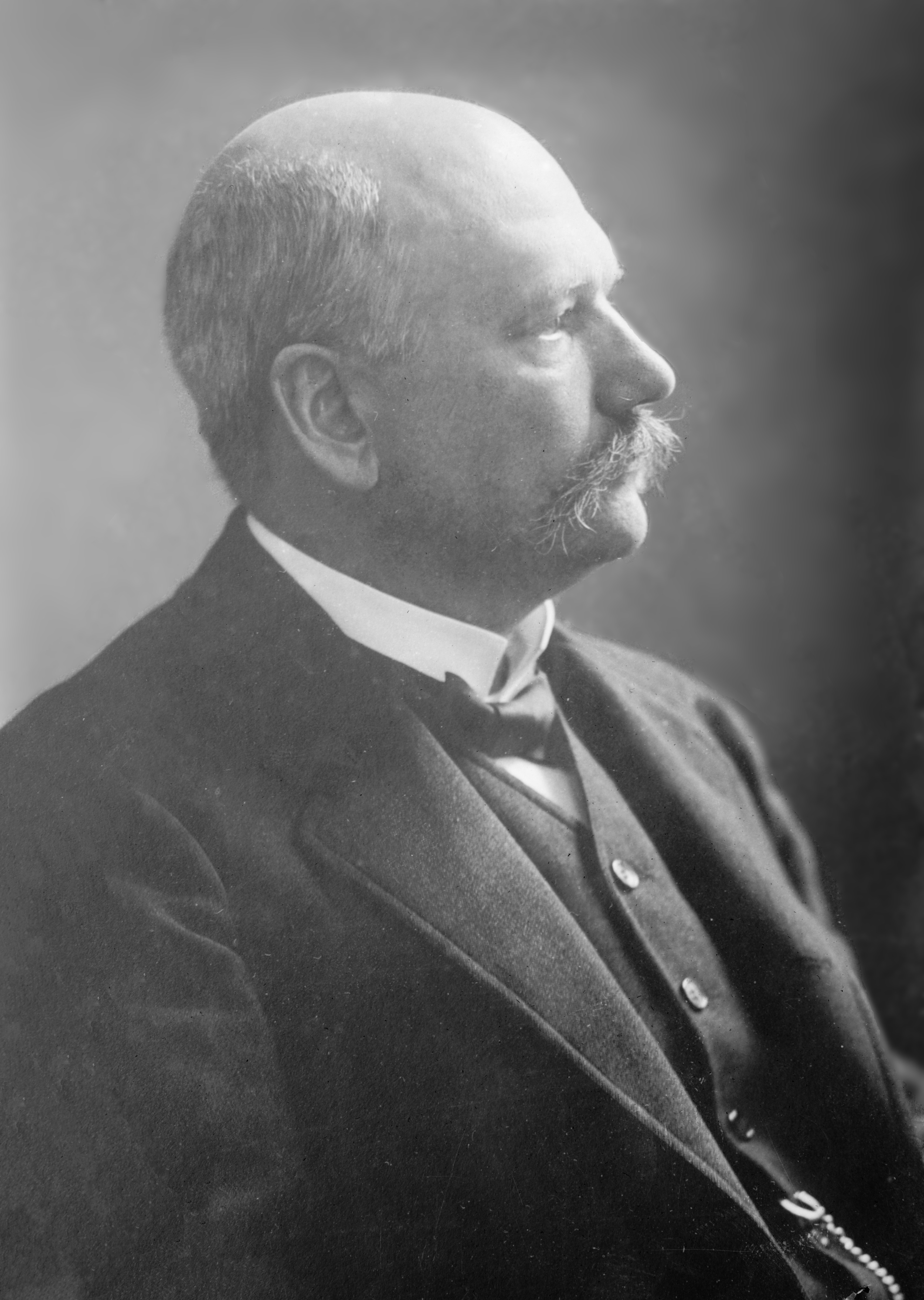
アルブレヒト・コッセル(1853-1927)没。細胞生物学、特に核酸を研究。

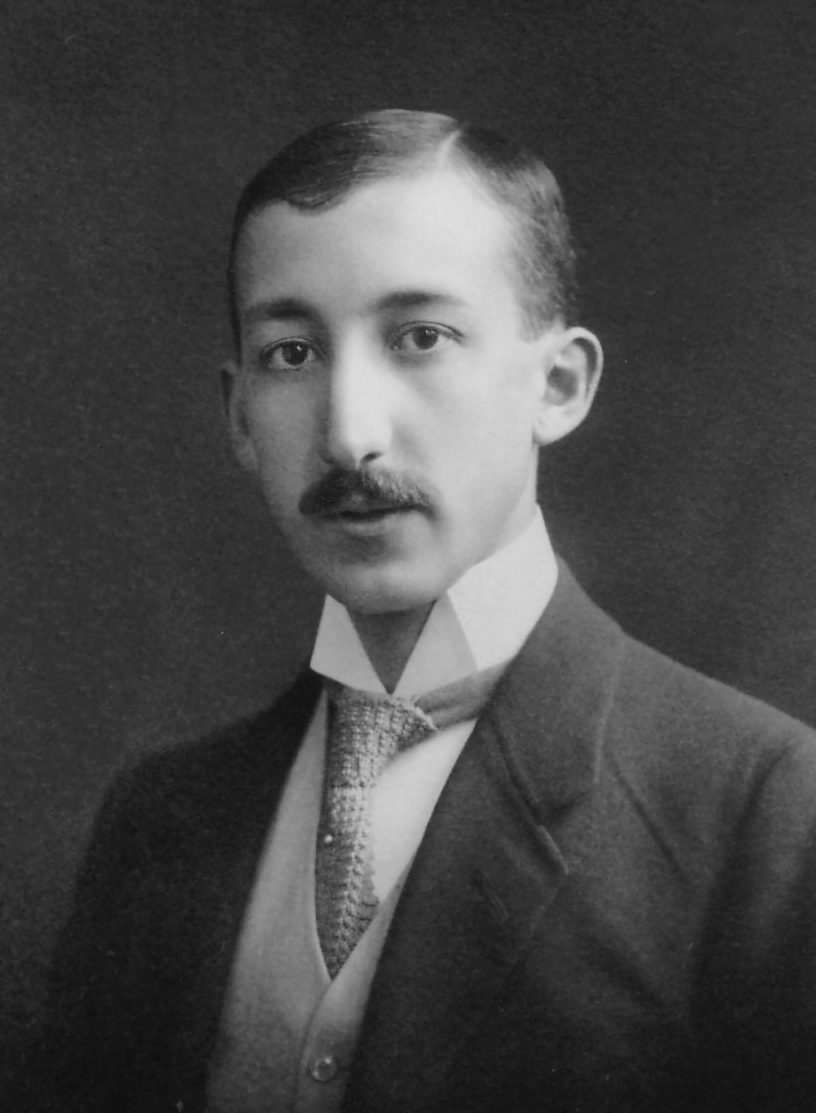
化学者ゲオルク・ド・ヘヴェシー(1885-1966)没。放射性トレーサーを研究。

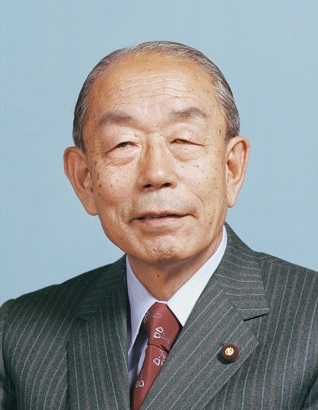
第67代日本国内閣総理大臣、福田赳夫(1905-1995)没。

- 967年（康保4年5月25日） - 村上天皇、第62代天皇（* 926年）
- 1647年（正保4年6月3日） - 本多政重、加賀藩家老（* 1580年）
- 1744年（延享元年5月25日） - 立花貞俶、第5代柳河藩主（* 1698年）
- 1795年（寛政7年5月19日） - 長谷川宣以、江戸幕府の火付盗賊改方（* 1745年）
- 1833年 - ニセフォール・ニエプス、発明家（* 1765年）
- 1834年（道光14年5月29日） - 尚灝王、琉球国王（* 1787年）
- 1863年（文久3年5月20日） - 姉小路公知、江戸時代の公卿（* 1839年）
- 1906年 - クレメンス・ウィルヘルム・ヤコブ・メッケル、ドイツ軍人（* 1842年）
- 1909年 - フランク・セレー、メジャーリーグ監督（* 1859年）
- 1927年 - アルブレヒト・コッセル、医学者（* 1853年）
- 1945年 - ジョン・カーティン、第14代オーストラリア連邦首相　(* 1885年）
- 1947年 - 丁黙邨、中華民国の工作機関ジェスフィールド76号の主任、政治家（* 1903年）
- 1956年 - 秦豊吉、実業家、演出家（* 1892年）
- 1962年 - ラインホルト・バルヒェット、ヴァイオリニスト（* 1920年）
- 1966年 - ゲオルク・ド・ヘヴェシー、化学者（* 1885年）
- 1969年 - ヴァルター・グロピウス、建築家（* 1883年）
- 1969年 - ヴィルヘルム・バックハウス、ピアニスト（* 1884年）
- 1969年 - レオ・マッケリー、映画監督（* 1898年）
- 1974年 - 務台理作、哲学者（* 1890年）
- 1976年 - アンナ・ヒュブラー、フィギュアスケート選手（* 1885年）
- 1978年 - 水原弘、歌手（* 1935年）
- 1985年 - 黒沼健、小説家（* 1902年）
- 1991年 - 中村伸郎、俳優（* 1908年）
- 1992年 - 近江俊郎、歌手、作曲家、映画監督（* 1918年）
- 1995年 - 福田赳夫、政治家、第67代内閣総理大臣（* 1905年）
- 1996年 - 坪井東、実業家、元三井不動産社長・三井ホーム社長（* 1915年）
- 1996年 - 木村好夫、作曲家、ギタリスト（* 1934年）
- 1999年 - 四代目三遊亭小圓馬、落語家（* 1925年）
- 1999年 - ダニー飯田、作詞家、作曲家、編曲家（* 1934年）
- 2000年 - たかもちげん、漫画家（* 1949年）
- 2001年 - アーニー・ケイドー、歌手（* 1933年）
- 2002年 - テッド・ウィリアムス、元プロ野球選手（* 1918年）
- 2002年 - ケティ・フラド、女優（* 1924年）
- 2003年 - 桜内義雄、政治家、第67代衆議院議長（* 1912年）
- 2004年 - 大野木浜市、元野球選手（* 1916年）
- 2004年 - 島碩弥、アナウンサー（* 1935年）
- 2004年 - 鳥井信一郎、実業家、元サントリー社長（* 1938年）
- 2005年 - 山崎善平、元プロ野球選手（* 1926年）
- 2006年 - ヒュー・スタビンス、建築家（* 1912年）
- 2006年 - ドン・ラッシャー、ジャズトロンボーン奏者（* 1923年）
- 2006年 - 松村彦次郎、俳優（* 1927年）
- 2006年 - ケネス・レイ、実業家（* 1942年）
- 2007年 - カーウィン・マシューズ、俳優（* 1926年）
- 2008年 - 佐藤碧子、作家（* 1912年）
- 2008年 - 工藤幸雄、詩人、翻訳家（* 1925年）
- 2008年 - 5代目辻兵吉、実業家、元辻兵グループ総帥（* 1926年）
- 2008年 - 田平英二、実業家、元近畿日本ツーリスト社長（* 1933年）
- 2008年 - ルネ・ハリス、政治家、元ナウル大統領（* 1947年）
- 2009年 - 土居健郎、精神科医、東京大学名誉教授（* 1920年）
- 2009年 - ワルドー・フォン・エリック、プロレスラー（* 1933年）
- 2009年 - 矢尾板賢吉、漫画家（* 1940年）
- 2010年 - 野平健一、出版編集者、元週刊新潮編集長（* 1923年）
- 2010年 - チェーザレ・シエピ、オペラ歌手（* 1923年）
- 2011年 - サイ・トゥオンブリー、画家、彫刻家（* 1928年）
- 2011年 - 和田慎二、漫画家、漫画原作者、挿絵画家（* 1950年）
- 2012年 - 涌井昭治、ジャーナリスト、元九州朝日放送社長（* 1927年）
- 2012年 - 石井広三、プロボクサー、OPBF第23代東洋太平洋スーパーバンタム級王者（* 1977年）
- 2013年 - ジェームズ・マッコーブレー、スーパーセンテナリアン（* 1901年）
- 2013年 - 村田則男、俳優、声優（* 1948年）
- 2014年 - 原信太郎、鉄道模型収集家（* 1919年）
- 2014年 - 芳本甚二、政治家、元奈良県御所市長（* 1920年）
- 2014年 - 河野豊弘、経営学者、学習院大学名誉教授（* 1922年）
- 2014年 - ローズマリー・マーフィ、女優（* 1925年）
- 2014年 - 岩本政光、実業家、政治家（* 1929年）
- 2014年 - ボロジミル・サボダン、聖職者、ウクライナ正教会首座主教（* 1935年）
- 2014年 - ノエル・ブラック、映画監督（* 1937年）
- 2015年 - 百井盛、世界最高齢の男性（* 1903年）
- 2015年 - 南部陽一郎、理論物理学者、ノーベル物理学賞受賞者（* 1921年）
- 2015年 - 菊谷勝利、政治家、元北海道砂川市長（* 1939年）
- 2017年 - ヴィリ・レシュケ、空軍軍人（* 1922年）
- 2017年 - ピエール・アンリ、現代音楽作曲家（* 1927年）
- 2017年 - 後藤美代子、アナウンサー（* 1931年）
- 2017年 - ヨアヒム・マイスナー、第94代ケルン大司教、カトリック教会枢機卿（* 1933年）
- 2018年 - クロード・ランズマン、映画監督（* 1925年）
- 2018年 - 福地曠昭、政治運動家（* 1931年）
- 2018年 - 仁和令子、女優（* 1958年）
- 2019年 - 芝祐靖、雅楽師、作曲家（* 1935年）
- 2020年 - 田中正雄、実業家、元小松製作所社長（* 1926年）
- 2020年 - 板橋興宗、曹洞宗僧侶、元曹洞宗管長（* 1927年）
- 2020年 - 小浜俊郎、仏文学者、慶應義塾大学名誉教授（* 1927年）
- 2020年 - 石原健太郎、政治家（* 1937年）
- 2020年 - ヴィリ・ホルドルフ、元陸上競技選手、1964年東京五輪金メダリスト（* 1940年）
- 2021年 - リチャード・ドナー、映画監督（* 1930年）
- 2021年 - 志賀節、政治家、第23代環境庁長官（* 1933年）
- 2021年 - 中西宏幸、技術者、実業家、元三井化学社長・日本化学会会長（* 1938年）
- 2021年 - ウラジーミル・メニショフ、映画監督（* 1939年）
- 2021年 - ロベルト・エルナンデス、陸上競技選手（* 1967年）
- 2022年 - アルネ・オーマン、陸上競技選手、1948年ロンドン五輪金メダリスト（* 1925年）
- 2022年 - 李鎬汪、ウイルス学者、高麗大学校名誉教授（* 1928年）
- 2022年 - レニー・フォン・ドーレン、俳優（* 1958年）
- 2023年 - 高田衛、国文学者、旧・東京都立大学名誉教授（* 1930年）
- 2023年 - 平松茂雄、政治学者、評論家（* 1936年）
- 2023年 - 中野和久、実業家、元出光興産社長（* 1948年）
- 2023年 - ココ・リー、歌手（* 1975年）
- 2024年 - 涌井富三郎、スーパーセンテナリアン（* 1913年）
- 2024年 - ビック・セイシャス、テニス選手（* 1923年）
- 2024年 - ラファエル・ジェミニアーニ、ロードサイクリスト（* 1925年）
- 2024年 - イヴォンヌ・フルノー、女優（* 1926年）
- 2024年 - 堀幸夫、機械工学者、東京大学名誉教授（* 1927年）
- 2024年 - ベンクト・サミュエルソン、生化学者、ノーベル生理学・医学賞受賞者（* 1934年）
- 2024年 - 中村隆司、実業家、元日清製粉社長・オリエンタル酵母工業社長（* 1945年）
- 2024年 - ジョン・ランドー、映画プロデューサー（* 1960年）
- 2024年 - GONGON、ミュージシャン、ギタリスト、歌手（* 1977年）

### 人物以外(動物など)
- 2022年 - オグリワン、競走馬（*1992年）

## 記念日・年中行事

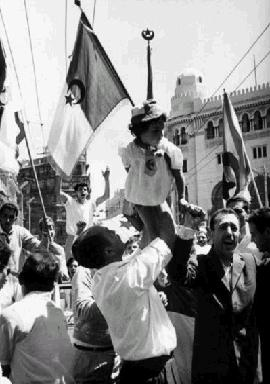
アルジェリアの独立記念日

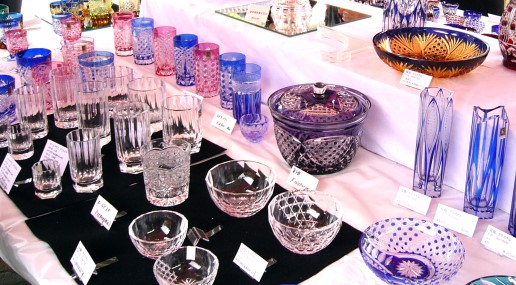
江戸切子の日

- 独立調印記念日（ ベネズエラ）
1811年のこの日、ベネズエラがスペインから独立した。
- 独立記念日（ アルジェリア）
1962年のこの日、アルジェリアがフランスから独立した。
- 独立記念日（ カーボベルデ）
1975年のこの日、カーボベルデがポルトガルから独立した。
- 憲法記念日（ アルメニア）
1995年のこの日、アルメニア憲法が採択された。
- ツィリルとメトジェイの日（ チェコ）
ツィリル（キュリロス）とメトジェイ（メトディオス）の聖名祝日。
- 在外スロバキア人の日（ スロバキア）
「聖キュリロスと聖メトディオスの日」に合わせ、国外在住のスロバキア人移民を賛える日。
- 江戸切子の日（ 日本）
江戸切子工業協同組合が制定。江戸切子を多くの人に知ってもらうのが目的。10種類ある代表的な江戸切子のカットパターンの中に、魚の卵をモチーフにした「魚子（ななこ）」という文様がある。日付は、この「なな(7)こ(5)」の語呂合せから[18]。
- 穴子の日（ 日本）
大阪に本社を置き穴子でトップシェアを誇る株式会社グリーンフーズが制定。日付は、穴子の旬が夏であり、ビタミンAやカルシウムが豊富で夏バテに効果的であることと、7と5で穴子の「なご」の語呂合わせになることから。
- 名護の日（ 日本）
沖縄県名護市の「名護の日制定推進ネットワーク会議」が2009年に制定。「ナゴ」の語呂合わせ[19]。
- ビキニスタイルの日
1946年のこの日、フランスのルイ・レアールがビキニスタイルの水着を発表したことを記念[20]。
- 農林水産省発足記念日（ 日本）
1978年のこの日、「農林省」が現在の名称である「農林水産省」に改称されたことを記念[21]。

## 7月5日を題材にした作品
- 『7月5日（月食）』- 柴草玲の楽曲。2003年のアルバム「うつせみソナタ」所収。2001年7月5日に観測された部分月食を題材としている。
- 『7月5日』 - 渋谷すばるの楽曲。2022年の配信限定シングル表題曲。
- 『2025年7月5日午前4時18分』 - たつき諒の漫画『私が見た未来 完全版』に書かれた「大災難は2025年7月に起こる[22]」という予言をモチーフにした映画。